# Грошев, Михаил Михайлович
Михаил Михайлович Грошев (род. 8 июня 1953, Горький, Горьковская область, РСФСР, СССР) — российский государственный деятель, медиаменеджер, Заслуженный работник культуры Российской Федерации, действительный государственный советник Российской Федерации III класса, Почетный гражданин Нижнего Новгорода; заместитель губернатора — директор Департамента культуры и искусства Администрации Нижегородской области (в 1992—1998 годах), министр культуры Нижегородской области (в 2009—2013 годах). Член Союза журналистов России.

## Биография
Родился 8 июня 1953 в городе Горький. Окончил Высшую профсоюзную школу культуры в Ленинграде и Нижегородский государственный университет им. Н. И. Лобачевского. Кандидат политических наук.
Проходил службу в Советской Армии, в радиотехнических войсках.
Трудовую деятельность начал с освоения рабочей специальности на заводе «Красная Этна».
Основные этапы трудовой деятельности Михаила Грошева связаны с отраслью культуры, СМИ и телекоммуникаций, в которой он работает свыше 40 лет. В том числе, около 20 лет он курировал эти сферы на государственной службе: в правительстве Нижегородской области под руководством трех губернаторов — Бориса Немцова, Ивана Склярова и Валерия Шанцева, а также в аппарате полномочного представителя Президента Российской Федерации в Приволжском федеральном округе при Сергее Кириенко, Александре Коновалове и Григории Рапоте.
Стратегическими направлениями его работы на руководящих постах явились: восстановление объектов исторического, культурного и духовного наследия, открытие новых центров культуры и досуга; сохранение и развитие народных художественных промыслов; расширение сети учреждений культуры и профобразования, повышение качества жизни специалистов отрасли; совершенствование инфокоммуникационного комплекса и медиаландшафта; формирование событийной повестки и интеграция региона в культурную жизнь страны.
В 1980—1992 годах Михаил Грошев работал директором образовательного учреждения СГПТУ № 6 и директором ведущих дворцов культуры Нижнего Новгорода: Дворца культуры завода «Красная Этна», Центрального Дворца культуры и техники железнодорожников, Дворца культуры Горьковского Автозавода.
В 1992—1998 годах Михаил занимал пост заместителя губернатора — директора департамента культуры и искусства Администрации Нижегородской области.
В этот период под его кураторством в Нижнем Новгороде и области проведены ремонт и реставрация многих объектах культурного наследия (ОКН), в том числе:
- здания Нижегородской государственной областной универсальной библиотеки им. В. И. Ленина[7][8].

- памятников деревянного зодчества, вошедших в экспозицию Музея быта народов Нижегородского Поволжья на Щелоковском хуторе;

- усадьбы А. Я. Пальцевой, где располагалась студия всемирно-известных фотографов А. О. Карелина и М. П. Дмитриева. Здесь открыт первый в стране «Русский музей фотографии», ставший местом проведения Международного фотографического фестиваля «Волжское биеннале»[9];

- здания одного из старейших русских театров — Нижегородского государственного академического театра драмы им. М. Горького;

- дома купца Костромина, где начал работу Учебный театр Нижегородского театрального училища им. Е. А. Евстигнеева[10][11];

В селе Большое Болдино Нижегородской области реконструированы объекты мемориального комплекса музея-заповедника А. С. Пушкина.
В эти годы Нижний Новгород стал местом проведения культурно-массовых мероприятий высокого уровня: впервые состоялся всероссийский фестиваль театральных капустников «Веселая коза», в Нижегородской филармонии начал проводиться фестиваль-конкурс «Новые имена». Также в нижегородском театральном училище открыто хореографическое отделение, обеспечивающее подготовку профессиональных кадров для Театра оперы и балета им. А. С. Пушкина, а у самого театра установлен бюст поэта.
Михаил Грошев был одним из инициаторов присвоения почетного звания «академический» ведущим нижегородским учреждениям культуры: в 1994 году — театру оперы и балета им. А. С. Пушкина; в 1997 году — театру кукол (получил звание вторым в России после ГАЦТК им. С. В. Образцова и нижегородской филармонии (звание присвоено первой из региональных концертных организаций).
В 1998—2005 годах Михаил Грошев руководил нижегородским государственным телевидением и радио. В условиях экономического кризиса 1998 года он смог реорганизовать два убыточных телевизионных предприятия и создать «Нижегородскую объединенную государственную телерадиовещательную компания» (НОГТРК), первым среди подразделений ВГТРК запустить окружной проект «Вести ПФО» (2003 г.), вывести в эфир многочисленные информационные, развлекательные, публицистические, культурные, историко-патриотические программы, составившие основу региональной программной сетки. Под его руководством телерадиокомпания впервые получила национальную премию «ТЭФИ-регион» (2002 г.). Также по инициативе Михаила Грошева появился проект «Театр+НТР», ставший антологией лучших нижегородских спектаклей и отмеченный премией Нижнего Новгорода.
С 2005 года Михаил Грошев работал на руководящих должностях в аппарате полномочного представителя Президента Российской Федерации в Приволжском федеральном округе: возглавлял Департамент по взаимодействию со средствами массовой информации, занимал должность главного федерального инспектора по Нижегородской области и помощника полпреда Президента РФ в ПФО.
В этот период при его содействии реализован стратегический для развития регионального инфокоммуникационного комплекса проект: в Нижнем Новгороде построена земная станция спутниковой связи, обеспечившая эфирное распространение местных программ (телеканала ННТВ и врезок «Вести-Приволжье» на канале «Россия 1») по всей области и ставшая первым шагом к переводу регионального телевещания на цифровой формат.
В 2008 году Михаил Грошев назначен вице-мэром Нижнего Новгорода по взаимодействию с органами государственной власти и местного самоуправления. На этом посту он курировал работу городского департамента внешнеэкономических и межрегиональных связей, комитета по делам военнослужащих, взаимодействовал с правоохранительными органами, а также содействовал развитию сотрудничества между городами в экономической, научно-технической, гуманитарно-культурной и социальной сферах.
В 2009 году Михаил Грошев вернулся в областное правительство. Он возглавил вновь образованное министерство культуры и информации Нижегородской области, в сферу кураторства которого вошли также местные СМИ.
Под его руководством реализован комплекс мероприятий по совершенствованию нормативно-правой базы деятельности местных СМИ, а также разработана система их поддержки, что способствовало сохранению и развитию регионального медиаландшафта. В этот период при его участии:
- в Нижнем Новгороде проведены ремонтно-реставрационные работы главного здания НГИАМЗ — усадьбы С. М. Рукавишникова[8][43][44] и одного из корпусов НГХМ — Дома Сироткина на Верхневолжской набережной[45][5][46][47]; воссоздана и открыта для музейного использования Зачатьевская башня Нижегородского кремля[48][49][50][51][52];

- в Чкаловске отремонтирован дом-музей Валерия Чкалова, в Доме культуры открыт «Музей скоростей»[8][53][54];

- в Городце завершено создание Музейного квартала;

- в Шатках возведен мемориальный комплекс «Тане Савичевой и детям войны посвящается»[5][55];

Важным направлением деятельности курируемых Михаилом Грошевым ведомств стало содействие в вопросах возрождения святынь РПЦ и сохранения духовного наследия России. В разные годы при его участии:
- в Арзамасе открыт единственный в мире «Музей Русского Патриаршества»[56][57];

- в Городце реализован проект восстановления Феодоровского мужского монастыря[58];

- в Сарове благодаря строительству нового телецентра прекращено светское использование колокольни монастыря Свято-Успенская Саровская пустынь, которая многие годы выполняла роль телебашни[59];

- в Дивееве построена первая очередь культурного центра, освободившая от проведения светских мероприятий объекты обители[45][5];

- проходила реализация областной программы «Возрождение храмов Нижегородских»[60][61], предполагающей передачу Нижегородской епархии и восстановление большого количества знаковых религиозных сооружений: Печерского Вознесенского и Благовещенского монастырей, храмов Ильинской слободы и др.

В 2016, завершив государственную службу, Михаил Грошев перешел в филиал РТРС «Нижегородский областной радиотелевизионный передающий центр». В статусе советника директора он курирует вопросы реализации государственной политики в сфере телерадиовещания. В рамках госпрограммы по переходу с аналогового на цифровое эфирное телевещание он координировал взаимодействие с органами власти и общественностью. Региональная информационно-разъяснительная кампания для населения стала одной из самых успешных в стране, а совместный с областным правительством и ГТРК «Нижний Новгород» проект «Цифровая мобилизация» стал финалистом регионального этапа премии «Серебряный лучник».

## Личная жизнь
Жена — Грошева Татьяна Сергеевна, 
сын — Грошев Андрей Михайлович.

## Награды
- Орден Почёта[64];

- Почётное звание «Заслуженный работник культуры Российской Федерации»;

- Благодарность Президента Российской Федерации;

- Медаль «За заслуги в проведении Всероссийской сельскохозяйственной переписи 2006 года»;

- Звание «Ветеран труда»;

- Благодарственная грамота Патриарха Московского и всея Руси;

- Орден Русской Православной церкви Преподобного Серафима Саровского III степени;

- Медаль III степени Нижегородской и Арзамасской епархии Русской Православной Церкви «Святого благоверного князя Георгия Всеволодовича»;

- Бронзовая медаль Главного комитета Выставки достижений народного Хозяйства СССР «За достигнутые успехи в развитии народного хозяйства СССР»

- Нагрудный знак Федерации независимых Профсоюзов России «За содружество»;

- Знак Всесоюзного центрального Совета профессиональных союзов «За отличную работу в культпросветучреждениях профсоюзов»;

- Памятная медаль Российского организационного Комитета «Победа» «65 лет Победы в Великой Отечественной Войне 1941—1945 годов»;

- Звание «Почетный гражданин Нижнего Новгорода»[65];

- Благодарственное письмо Законодательного Собрания Нижегородской Области;

- Благодарность Губернатора Нижегородской области;

- Пушкинская премия Нижегородской области;

- Премия Нижнего Новгорода;

- Юбилейная медаль «В память 800-летия Нижнего Новгорода».